# Marek (biskup płocki)
Marek – według Jana Długosza biskup płocki w latach 1075–1088. Zdaniem Bartosza Paprockiego fundował klasztor w Czerwińsku. Współcześnie uważany za postać legendarną.